# Fernando Arau
Fernando Arau Corona (Ciudad de México; 2 de noviembre de 1953) es un actor, cómico, mimo, escritor, director y músico mexicano, hijo del director y productor Alfonso Arau y de la coreógrafa y exbailarina del "Ballet Folklórico de México", Magdalena Corona. Su hermano es el guitarrista de Botellita de Jerez, Sergio Arau. Es también sobrino del comediante y bailarín Sergio Corona.

## Biografía
Fernando comenzó su carrera a los seis años cantando y bailando tap en el conjunto musical “Los Sony Boys”. Un año después debuta en televisión cantando canciones infantiles en el legendario programa “La media hora de Chabelo”. Dentro de Televisa fue creciendo poco a poco y a los 18 años hacía la musicalización de varios shows, asistente de producción, jala cables, aprendiz de iluminación y edición, hasta que pasó del otro lado a la pantalla como extra en las telenovelas.
FERNANDO ARAU
Con una trayectoria profesional de más de 40 años haciendo teatro, teatro infantíl, televisión, cine, radio, circo, centro nocturno, bares, calle y hasta cárcel. Debutó a los 6 años bailando Tap en el grupo de música infantil Los Sony Boys.
Nació en la Ciudad de México (CDMX) dentro de la familia Arau-Corona. Hijo de Alfonso Arau, productor y director de cine (Como Agua Para Chocolate, Un Paseo por las Nubes, Calzonzin Inspector y El águila descalza, entre muchas más películas mexicanas e internacionales). La mamá de Fernando fue (EPD) Magdalena Corona, bailarina clásica y del ballet Folklórico de México. Bailarina-Coreógrafa de profesión, hermana de Sergio Corona “El Comediante de México” (tío de Fernando).
Fernando es hermano de Sergio Arau, artista multi indisciplinado, productor y director de la película "Un Dia Sin Mexicanos", músico, fundador del controversial grupo de rock "Botellita de Jerez" autores del Guacarrock (aguacate con rockanrol) y del Charrocanrrol. 
Rossana Arau es la hermana menor. Productora de cine y de infinidad de telenovelas de Televisa y de TV Azteca. Productora de las películas Propiedad Ajena y From Prada To Nada (USA). Rossana fue productora y representante de su hermano Fernando durante los años que estuvo triunfando como comediante en su país (1988-1997). Así que, cómo nos podemos dar cuenta, Fernando Arau NO nació en una familia... nació en un elenco de artistas.

1969- Trabajó siete años tras las cámaras de televisión, en todos los puestos técnicos y de producción habidos y por haber en la televisora mexicana Tele Sistema Mexicano (después Televisa). 
1971- Junto con su hermano Sergio crean el grupo de rock "La Ley de Herodes" y tocan en el controversial Festival Avándaro, el Woodstock mexicano. 
1972-1974- Integrante de la primera generación de la carrera de actuación en CADAC (Centro de Arte Dramático A.C.) con el Maestro Héctor Azar. Estudia pantomima técnica con su papá y Alejandro Jodorowzky.
1975- Gira nacional de "Jesucristo Super Estrella" (el musical), su primera obra de teatro profesional.
1978- Se integra al grupo de teatro callejero de creación y dirección colectiva "El ejercito Blanco" Ganadores del premio Bellas Artes durante tres años consecutivos por su obra infantíl “Los Niños También Pensamos", autoes de las obras "el Universo de los payasos locos "El circo maya de la vida" y muchas otras locuras callejeras. Una experiencia de formación invaluable.
1980- Debuta profesionalmente en la televisión como Mimo en el programa Noche a Noche, lanzamiento de Verónica Castro producido por Luis de Llanto Macedo.
1982- Fernando entra con el pie derecho como director, escritor y actor de la serie fenómeno de televisión Cachun Cachun Ra Ra. Escritor y autor también de la obra de teatro del mismo nombre y de la película Cachun, Esos Locos Locos Estudiantes (1982-1988).
1985- junto con su hermano Sergio y el grupo de rock Botellita de Jerez, Fernando funda Rockotitlan, el primer escenario-restaurante-bar (antro) de rock exclusivamente en español en la Ciudad de México. El lugar más importante en la historia del Rock mexicano en español, creando un semillero de nuevos prospectos, conceptos y formas rocanroleras, impulsando así a decenas de grupos del género como; Los Caifanes, Maldita Vecindad, Alex Sintex, Café Tacuba entre muchos otros. Rockotitlan fue el semillero generador de lo que es ahora la gran industria del Rockanrol Mexicano en Español (1985-1990) 
1986- Nominado al Ariel como mejor actor por la película Chidoguan el Tacos de Oro dirigida por su padre Alfonso Arau.
(1991-1996) Fernando es considerado como uno de los mejores y más originales comediantes de México por sus espectáculos y shows de "comedia limpia" llenos de pantomima como por ejemplo; “Ni Hablar”, “Sin Palabras” y decenas de shows unipersonales más.
1995- Nominado al Ariel como mejor actor de cuadro por la película Bienvenido Welcome de Gabriel Retes (EPD)
1996- Creador, organizador y director de RIATATAN, el primer concurso de humoristas amateurs (1996).
El concurso semillero más importante en la historia de la comedia mexicana de dónde surgieron “La Chupitos”, “El Norteño” Juan Manuel Ávila y muchos otros que ahora son los humoristas profesionales de la televisión mexicana y sus marquesinas.
1997- Cofundador y copresentador del programa matutino Despierta América de la cadena Univisión (USA). Por su gran calidad, su creatividad y su gracia, Fernando se ganó el respeto, la admiración y el corazón del público latino de los Estados Unidos (12 años).
2006- Recibe el EMMY de La Academia de Televisión, Artes y Ciencias por su gran aportación a la televisión hispana dentro de los Estados Unidos. 
2009- Arau sale de Univisión y lanza al aire con su propia cadena de televisión por internet ARAUVISION, convirtiéndose en uno de los pioneros del streaming cibernético transmitiendo más de 100 emisiones de su programa “Tenga Pa’que Se Entretenga” durante un año ininterrumpido.
2013- Arau es escogido como el primer presentador latino de la versión en español del legendario programa America’s Funniest Videos Latinoamérica.
En marzo de 2020, Fernando detuvo su gira de presentaciones de stand up (de más de 19 años) debido a la pandemia de COVID-19.
Productor creativo, mimo, mago, coreógrafo, desarrollador de proyectos e ideas para televisión y plataformas digitales. Director de teatro y de televisión. Desde hace ya casi 25 años, Fernando Arau es indiscutiblemente el actor-comediante y presentador de televisión más popular, importante y de mayor prestigio en el Mercado Latino de Los Estados Unidos. Un orgullo hispano.

## Trayectoria

### Películas
- Un día sin mexicanos (2004)
- Bienvenido-Welcome (1995) ... José Consuelo Gómez/Messenger
- Cándido de día, Pérez de noche (1992) …. El Suicida
- Hay para todas (1992)
- El misterio de la casa abandonada (1987) ... Sacerdote
- Chido Guan, el tacos de oro (1986) ... Gabriel Rodríguez
- ¡¡Cachún cachún ra-ra!! (Una loca, loca, preparatoria) (1984) ... Severino Urrutia “Chicho”

### Series de Televisión

#### EUA
En Univision:
- Noche de estrellas: Premio lo Nuestro (2005) …. Invitado
- Aquí y Ahora (2004) …. Invitado 13 de mayo de 2004
- Don Francisco presenta (2004) …. Invitado 3 de marzo de 2004
- ¡Despierta América! (1997) …. Conductor

En Azteca America:
- Buenas Noches América con Fernando Arau (2012).. Conductor

#### México
En Televisa:
- Los papás de mis papás (1994)
- Super Ondas (1989-1994)
- ¡¡Cachún Cachún Ra Ra!! (1981-1984) .... Chicho
- Noche a Noche[2] (1980) …. Mimo

En TV azteca:
- Soy tu doble (2012)

### Telenovelas
- Alcanzar una estrella II (1991) …. Fernando "Barrabás" (Un capítulo)

### Escritor
- ¡¡Cachún cachún ra-ra!! (Una loca, loca, preparatoria) (1984)

### Teatro
- El Show de los Cachunes, (Musical 1983) Teatro San Rafael y los Televiteatros (hoy Centro Cultural Telmex) .... Chicho
- Vacachunes (1985) Teatro de los Insurgentes .... Chicho